# IC 4257
IC 4257 — галактика типу NF (в процесі підтвердження) у сузір'ї Гончі Пси.
Цей об'єкт міститься в оригінальній редакції індексного каталогу.